# 蚵仔麺線
蚵仔麺線 (オーズーミエンシエン/オアミェンシェン/オアミーソア
、繁体中国語: 蚵仔麵線; 台湾語: ô-á mī-sòaⁿ) は、台湾発祥の麺料理の一種。牡蠣、および麺線を主たる材料とする。台北市大稲埕迪化街のものが有名。蚵仔麺線に用いられる褐色の麺線は、主に小麦粉と塩から作られる。麺が独特な褐色になるのは、生地の糖分を濃くする蒸し行程によるものであり、これにより煮崩れすることなく長時間調理することが可能になる。
他に、牡蠣の代わりに豚の大腸をのせた大腸麺線がある。